# サラ・シルバーマン
サラ・ケイト・シルバーマン（Sarah Kate Silverman, 1970年12月1日 - ）はユダヤ系アメリカ人のコメディアン、作家、女優、ミュージシャンである。通常「サラ・シルバーマン」として広く知られているが、「ビッグS」というあだ名もしばしば使われる。また、サラ・シルヴァーマンと表記されることもある。
彼女の社会風刺喜劇は人種差別、性差別、宗教のような社会的タブーと論争の的となる話題を扱う。
シルバーマンは『サタデー・ナイト・ライブ』の作家と臨時のパフォーマーとして最初にメディアに登場した。2007年1月から彼女がメインの『サラ・シルバーマン・プログラム』が放送されている。

## 生い立ち
サラ・シルバーマンは、4人姉妹の末っ子としてニューハンプシャー州ベッドフォードで生まれた。彼女の母ベス・アン・ハルビンはジョージ・マクガバンの個人キャンペーンのカメラマンで、演劇会社New Thalian Playersを設立した。父ドナルド・シルバーマンは割り引き衣料品店、クレイジーソフィー直販店で養成された社会福祉士だった。彼女の家族はポーランド、ロシアからの移民の子孫である。
彼女は12歳でコミュニティ劇場に入った。そして、15歳でボストン地域のローカル番組『コミュニティ・オーディション』に出演した。彼女はマンチェスターのメリーフィールド学校に通っていた。17歳でレストランでスタンドアップコメディを始めて、歌も歌った。それからニューヨーク大学に通ってグリニッジ・ヴィレッジでスタンドアップコメディを続けた。

## 経歴
シルバーマンは1993年、第19シーズンの『サタデー・ナイト・ライブ』（以下、SNL）の放送作家、準レギュラー出演者として最初に国中の注目を集める。しかし彼女が書いた台本でリハーサルまで残ったのはわずか1つだけで、それもボツになり放送されなかった。彼女は準レギュラーとしては番組に出演したが、わずか1シーズンで解雇された。元SNL作家のボブ・オーデンカークはその理由について、「彼女がどうしてSNLで上手く行かなかったのか分かる。特徴的な声で、常に彼女はサラ・シルバーマンだった。コントで役を演じる事は出来るが、彼女は役に溶け込まず、逆に役を彼女自身に作り変えてしまうからだ」。シルバーマンは『SNL』がファックスで解雇を伝えてきたとき、動揺したと述べている。
サラが主演するホームコメディ「サラ・シルバーマン・プログラム（The Sarah Silverman Program）」がコメディ・セントラルで2007年2月1日に放送された。視聴者数180万人と成功を収めた。
2008年、2003年から交際しているコメディアンのジミー・キンメルが司会を務めるトーク番組にマット・デイモンと浮気していると告白するビデオ『I'm Fxxking Matt Damon』を披露。実際にデイモンも登場している。このビデオにジミーは、自分はデイモンの親友であるベン・アフレックと浮気しているという内容のビデオ『I'm Fxxking Ben Affleck!』で反撃。こちらにはベン・アフレックの他にブラッド・ピット、キャメロン・ディアスらセレブリティらが多数出演しており、このビデオ合戦は話題を集めた。この後7月頃にジミーとは破局したが（このビデオ合戦が原因ではない）、サラは『I'm Fxxking Matt Damon』でライムタイム・エミー賞に先立って発表される技術部門を中心としたクリエイティブ・アーツ・エミー賞の最優秀オリジナル歌曲賞を受賞した。

## エピソード
- 2007年6月3日に行われたMTVムービー・アワードの司会を務めたが、同授賞式に刑務所収監前のパリス・ヒルトンが出席しており、彼女はそれをネタにした。「2、3日後にパリス・ヒルトンが刑務所に入ります」と言うと会場の観客から歓声が上がった。続けて「判決に反して彼女は特別待遇を受けるらしいわ。何でも刑務所で快適に過ごせるようにと看守が牢屋の柵をペニスの形に塗装するらしい」と言うとさすがに観客からブーイングが上がったが、「そうね、そうよね。私も心配だわ。パリスの歯が折れちゃうんじゃないかって」とオチをつけた[14]。彼女は2日後にパリスが刑務所に収監されるとネタにしたが、実際はパリスは予定を早め授賞式直後に刑務所に入っている。サラを含め、同授賞式に出席しパリスを散々ネタにしたコメディアンもこれは予想していなかった。
- 2007年9月に行われた2007 MTV Video Music Awardsの司会と務め、同授賞式で復活を果たしたブリトニー・スピアーズを「彼女は凄いわ。25歳にして既に人生でやり遂げる事を全部達成しているのだから」とネタにした[15]。他に「ブリトニーの子供って本当に可愛いよね。あんなに可愛いミステイク（間違えてできちゃった子供の意）は見た事ないわ」とネタにしたが、このネタをリハーサルで聞いたブリトニーは大変なショックを受けて本番で集中力を欠いてしまったのはそのせいだとする報道があったが、サラは「ネタを事前のリハーサルで全部明かすことはありません」とリハーサルでミステイクネタを語った事を否定した[16]。

## 論争
2001年7月11日にインタビュー内で民族差別用語「Chink（中国人への蔑称）」を使った為、ガイ・アオキ率いる人権団体に抗議を受けるなど、短期間の論争を引き起こした。他にも顔を黒塗りにして黒人を蔑むなど人種差別が問題となっている。

## 私生活
- 臨床的うつ病（major depression）である。
- アルコールはひどい吐き気を及ぼすという理由で一切のアルコールを摂取しない絶対禁酒主義者である。

## 出演作品

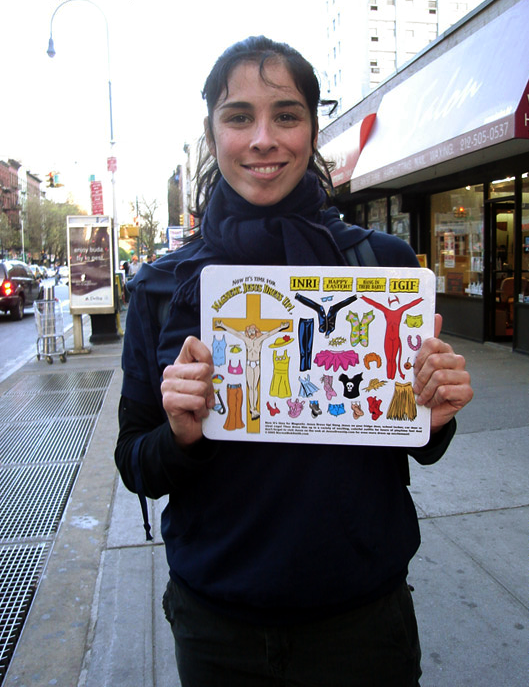
神様のドレスアップセットというジョークグッズをもって喜んでいるサラ。彼女の過激なネタは、セックスか宗教を茶化したものが多い

### 映画
- Who's the Caboose? (1997)
- 恋のから騒ぎ Overnight Delivery (1998)
- Bulworth (1998)
- メリーに首ったけ There's Something About Mary (1998)
- プロポーズ The Bachelor (1999)
- What Planet Are You From? (2000)
- スクリュード/ドジドジ大作戦 Screwed (2000)
- 誘拐犯 The Way of the Gun (2000)
- Black Days (2001)
- Say It Isn't So (2001)
- Heartbreakers (2001)
- エボリューション Evolution (2001)
- Run Ronnie Run (2002)
- スクール・オブ・ロック School of Rock (2003)
- Hair High (2004) 声での出演
- The Aristocrats (2005)ドキュメンタリー
- Sarah Silverman: Jesus Is Magic (2005)
- RENT/レント Rent (2005)
- I Want Someone to Eat Cheese With (2006)
- 恋愛ルーキーズ School for Scoundrels (2006)
- Fired! (2007) ドキュメンタリー
- Certifiably Jonathan (2007) ドキュメンタリー
- テイク・ディス・ワルツ Take This Waltz (2011)
- ザ・マペッツ The Muppets (2011)
- シュガー・ラッシュ Wreck-It Ralph (2012)-ヴァネロペ・フォン・シュウィーツ/声の出演
- 荒野はつらいよ 〜アリゾナより愛をこめて〜 A Million Ways to Die in the West (2014)
- バトル・オブ・ザ・セクシーズ Battle of the Sexes (2017)
- ザ・ブック・オブ・ヘンリー The Book of Henry (2017)
- シュガー・ラッシュ:オンライン  Ralph Breaks the Internet: Wreck-It Ralph 2 (2018)-ヴァネロペ・フォン・シュウィーツ/声の出演
- マリー・ミー Marry Me （2022）
- マエストロ: その音楽と愛と Maestro (2023)

### テレビ番組
- サタデー・ナイト・ライブ（1993年 – 1994年）
- スタートレック:ヴォイジャー（1996年）
- となりのサインフェルド（1997年） 「"The Money"」のみ出演
- Smog（1999年）
- Late Last Night（1999年）
- フューチュラマ （2000年）
- Super Nerds（2000年）パイロット番組
- Rocky Times（2000年）パイロット番組
- Greg the Bunny（2002年 – 2004年）
- Crank Yankers（2002年）声での出演
- Pilot Season（2004年）ミニシリーズ
- アントラージュ★オレたちのハリウッド（2004年）ゲスト出演
- Aqua Teen Hunger Force（2004年）
- Drawn Together（2004年）エピソード、1.5「The Other Cousin」に出演
- 名探偵モンク（2004年、2007年）
- アメリカン・ダッド American Dad!（2005年）声での出演、「Stan Knows Best」に出演。
- Celebrity Poker Showdown（2004年） - 2回プレイヤーとして出演。
- The Andy Milonakis Show, herself（2007年）
- サラ・シルバーマン・プログラム（英語版）（2007年 - 2010年）

## ノミネートと受賞歴
| 年     | 作品名                 | 賞                             | 結果       | カテゴリ                         |
| ------ | ---------------------- | ------------------------------ | ---------- | -------------------------------- |
| 2008年 | 名探偵モンク           | 第60回プライムタイム・エミー賞 | ノミネート | ゲスト女優賞（コメディシリーズ） |
| 2008年 | I'm Fxxking Matt Damon | クリエイティブアート・エミー賞 | 受賞       | 最優秀オリジナル歌曲賞           |